# Paroisse de Colborne
Colborne est à la fois une paroisse civile et un ancien district de services locaux du comté de Restigouche, au nord du Nouveau-Brunswick.

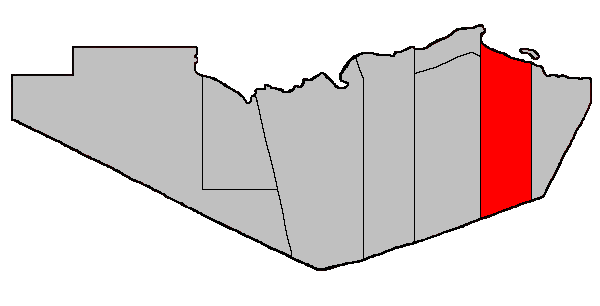
Situation sur une carte des paroisses civiles du comté de Restigouche (certains DSL et municipalités ne sont donc pas montrés).

## Toponyme
Colborne est nommé ainsi en l'honneur de Sir John Colborne (1778-1863), lieutenant-gouverneur du Haut-Canada de 1829 à 1836 et gouverneur général du Canada en 1839.

## Histoire
La paroisse est érigée en 1839 et peuplée par des Écossais de l'île d'Arran et quelques Acadiens d'Eel River Crossing.
La municipalité du comté de Restigouche est dissoute en 1966. La paroisse de Colborne devient un district de services locaux en 1967.